# Albert Serratosa i Palet
Albert Serratosa i Palet (Barcelona, 25 de juliol de 1927, 21 de setembre de 2015) fou un enginyer de camins, canals i ports català, professor emèrit i catedràtic d'Ordenació del Territori i Urbanisme a la Universitat Politècnica de Catalunya, destacat com a planificador de grans infraestructures i com a científic i divulgador de l'urbanisme.
Va començar a treballar com a funcionari de l'Ajuntament de Barcelona el 1957. Va participar en el Pla director de l'àrea metropolitana de Barcelona del 1965, que es va aprovar el 1968. Com a subgerent de la Corporació Metropolitana de Barcelona va posar en marxa els serveis comuns, aleshores anomenats Comisión de Urbanismo y Servicios Comunes (eliminació d'escombraries, cementiris d'abast comarcal), i d'allà va passar a ocupar la direcció del Pla General Metropolità. El 14 de novembre de 1975 va cessar en la Corporació Metropolitana, però el canvi polític esdevingut a la mort de Francisco Franco va permetre que el 1976 s'aprovés el Pla General Metropolità.
Posteriorment es va fer càrrec de la promoció i la direcció del Túnel del Cadí. Fou director del Pla Territorial Metropolità de Barcelona del 1988 al 2000 i posteriorment, assessor del Conseller en cap i del Conseller de Política Territorial de la Generalitat de Catalunya. El 1996 va rebre la Creu de Sant Jordi. El 2004 fou nomenat cap de l'Institut d'Estudis Territorials.
L'any 2017 la seu nacional del Col·legi d'Enginyers de Camins, Canals i Ports crea, en honor seu, el Premi Ciutat i Territori Albert Serratosa. El premi, guardona el millor projecte a nivell estatal d'actuacions en l'àmbit de la ciutat i el territori, el qual contribueixi a un desenvolupament sostenible de l'entorn i hagi integrat un paper rellevant d'enginyers de camins.

## Obres
- Pensar el territori. Converses amb Albert Serratosa (2012)[5]
- Més enllà de l'urbanisme (2005)[7]
- Objetivos y metodologías de un plan metropolitano (1976)[8]